# 1936年ベルリンオリンピックのイギリス選手団
1936年ベルリンオリンピックのイギリス選手団（1936ねんベルリンオリンピックのイギリスせんしゅだん）は、1936年8月1日から8月16日にかけてドイツの首都ベルリンで開催された1936年ベルリンオリンピックのイギリス選手団、およびその競技結果。

## 概要
今大会は金メダル4個、銀メダル7個、銅メダル3個の合計14個のメダルを獲得した。

## メダル
| メダル | 選手名                                                                                    | 競技   | 種目                  |
| ------ | ----------------------------------------------------------------------------------------- | ------ | --------------------- |
| 金     | フレデリック・ウォルフ ゴドフリー・ランプリング ウィリアム・ロバーツ ゴドフリー・ブラウン | 陸上   | 男子4×400mリレー      |
| 金     | ハロルド・ウィットロック                                                                  | 陸上   | 男子50km競歩          |
| 銀     | ゴドフリー・ブラウン                                                                      | 陸上   | 男子400m              |
| 銀     | アーネスト・ハーパー                                                                      | 陸上   | 男子マラソン          |
| 銀     | ドナルド・フィンレー                                                                      | 陸上   | 男子110mハードル      |
| 銀     | アイリーン・ヒスコック ヴァイオレット・オルニー オードリー・ブラウン バーバラ・バーク     | 陸上   | 女子4×100mリレー      |
| 銀     | ドロシー・オーダム                                                                        | 陸上   | 女子走高跳            |
| 銅     | アーネスト・ミルズ ハリー・ヒル アーネスト・ジョンソン チャールズ・キング                 | 自転車 | 男子4000m団体追い抜き |